# Grégoire-Jacques Lange
Pour les articles homonymes, voir Lange.
Grégoire-Jacques Lange, né en 1754 à Mortagne-au-Perche et mort le 6 janvier 1840 à Caen, est un historien local français. 

## Biographie
Fils d’un notaire de sa ville natale, Lange commença, à l’ancien collège des Jésuites d’Alençon, des études qu’il termina à l’Université de Caen, où il se fit recevoir docteur agrégé. Il se livra pendant quelques années à l’exercice de la médecine. Zélé partisan de la Révolution, il entra dans l’administration départementale en qualité de membre du Directoire du Calvados et se fit respecter généralement dans ces nouvelles fonctions, rendant service aux hommes de toutes les opinions, et particulièrement aux émigrés. Lorsque la fureur populaire sacrifia son collègue Bayeux, il fallut l’arracher de ses bras, et peu s’en fallut qu’il ne devînt lui-même victime de son dévouement. Pendant la Terreur, il se retira à la campagne où remplit les fonctions de juge de paix. Le Consulat le ramena à Caen, et ce fut alors qu’il put se livrer tout entier à la culture des sciences et des lettres.
Il composa un grand nombre de mémoires sur divers objets scientifiques et littéraires, qui ont été lus dans les séances des diverses sociétés savantes de Caen. Il était de la séance dans laquelle la Société des antiquaires de Normandie fut fondée. Pendant six ans, il en remplit les fonctions de trésorier et nul ne coopéra plus activement à ses travaux archéologiques tant que l’âge lui permit de se livrer à l’étude. Outre un grand nombre de rapports faits dans le sein de la Société des antiquaires et dans les autres Académies auxquelles il appartenait, on lui doit une Histoire des Comtes du Perche, insérée dans le tome IV de la Société ; plusieurs mémoires importants sur le port de Caen et son amélioration, imprimés à part ou publiés dans le recueil de la Société d’agriculture et de commerce de cette ville ; une notice, traduite de l’anglais, sur l’architecture gothique, et une description de la Brèche-au-Diable, insérées dans le tome Ier des Mémoires de la Société des antiquaires.
Quand Pierre Maurey d'Orville, de Sées, se décida à mettre au jour ses Recherches historiques sur la ville de Sées, 1827, Lange voulut bien se charger de revoir le manuscrit et d’en surveiller l’impression qui fut faite à Caen. Sans lui, cet ouvrage n’aurait peut-être jamais paru. Dans les dernières années de sa vie, Lange réunit les éléments d’un ouvrage intitulé : Éphémérides normandes, qui a été imprimé en deux volumes in-8°, compilation loin d’être complète qui renferme néanmoins un grand nombre de faits, de dates et de documents historiques.

## Publications
- Quelques idées sur la nécessité et les moyens de relever et d'entretenir la marine en France, Caen, Boullay-Malassis, 1800.
- Notice historique sur H.-F.-A. Deroussel, ancien professeur de médecine en l'Université de Caen, Caen, F. Chalopin, 1812.
- Mémoire sur le port de Caen : sur l'avantage qu'il y aurait à rendre l'Orne navigable depuis cette ville jusqu'à Argentan, et sur la possibilité de la faire communiquer avec la Loire par la Mayenne ou la Sarthe, Caen, F. Poisson, 1818.
- Navigation intérieure de la France. Mémoire contenant quelques éclaircissemens sur les différens projets qui ont paru, pour la navigation supérieure et inférieure de la rivière d'Orne, Caen, Bonneserre, 1821.
- Observations sur les chemins vicinaux, adressée à MM. les Députés, Caen, Bonneserre, 1824.
- Éphémérides normandes, ou recueil chronologique, historique et monumental, Caen, Bonneserre, Mancel et Trébutien ; Rouen, Mégard fils, Caen, Bonneserre, 1832-34, 2 vol. in-8°.

## Sources
- Mémoires de la Société des antiquaires de Normandie, t. 12, Paris, Derache ; Caen, Hardel, 1841

- VIAF
- BnF (données)
- LCCN
- WorldCat